# Număr icosaedric
În teoria numerelor, un număr icosaedric sau icosaedral este un număr figurativ care reprezintă un icosaedru. Este un număr platonician (adică reprezintă un poliedru convex regulat), o subclasă a numerelor poliedrice sau poliedrale, subclasă la rândul său a numerelor figurative.
Al n-lea număr icosaedric {\displaystyle I_{n}} poate fi obținut prin formula:
{\displaystyle I_{n}={n(5n^{2}-5n+2) \over 2}}
Primele câteva numere icosaedrice sunt: 
1, 12, 48, 124, 255, 456, 742, 1128, 1629, 2260, 3036, 3972, 5083.

## Istorie
Primul studiu al numerelor icosaedrice pare să fi fost realizat de René Descartes, în jurul anului 1630, în lucrarea sa De solidorum elementis. Înainte de Descartes, numerele figurative au fost studiate de grecii antici și de Johann Faulhaber, dar numai numerele poligonale, numerele piramidale și cuburile. Descartes a introdus studiul numerelor figurative pe baza solidelor platoniciene și a unor poliedre semi-obișnuite; opera sa a inclus numerele icosaedrice. Totuși, lucrarea De solidorum elementis a fost considerată pierdută și nu a fost redescoperită până în 1860. Între timp, numerele icosaedrice au fost studiate din nou de alți matematicieni, printre care Friedrich Wilhelm Marpurg în 1774, Georg Simon Klügel în 1808 și Sir Frederick Pollock în 1850.